# 吉田ドクトリン
吉田ドクトリン（よしだドクトリン）は、日本国憲法の制限の中で安全保障の多くをアメリカ合衆国に担ってもらい、日本政府は経済成長と経済発展を最優先課題とする軽武装・経済外交に基づく国家方針・国家戦略。戦後、内閣総理大臣としてこの方針を打ち出した吉田茂にちなんで呼称される。
吉田の狙いは、国力の全てを第二次世界大戦後の疲弊した日本の経済復興に充て、その間の国防をアメリカ合衆国に担わせることにあった。アメリカ合衆国は朝鮮戦争勃発後になって日本の軍事費を増加させるよう再三要求した。吉田率いる日本政府は日本国憲法のうち第9条の「国権の発動たる戦争と、武力による威嚇又は武力の行使は、国際紛争を解決する手段としては、永久にこれを放棄する」と定めた条文を盾に、警察予備隊と海上警備隊から保安隊・警備隊、最終的に1954年に陸上自衛隊と海上自衛隊を創設したが、歳出に占める軍事費の割合を増やすことを拒んだ。
結果的に、貿易および技術革新に焦点をあわせたこの国家方針をとることにより、日本は軍事費をかけずに平和と安定を享受しながら奇跡的な経済復興を遂げ、世界の大国としての地位を回復することが出来た。
吉田は晩年には憲法改正による国防軍の保持を主張した。日本は既に世界第3位の経済大国に成長し（吉田の死の翌年、1968年に西ドイツを抜いて2位）、経済復興の目的は達成しており、吉田ドクトリンは役目を終えたと判断していたからであった。
この方針の元来の目標は焼け跡からの回復にあった。吉田がとったこの外交方針は非武装でも帝国日本のような軍事強国でもない路線だった。吉田ドクトリンは、冷戦期を通じて日本の主流な外交政策の基本とされたが、冷戦終結を経て1991年の湾岸戦争で終了に向かう。